# Драган, Яромир
Яромир Драган (словац. Jaromír Dragan; род. 14 сентября 1963 года, Липтовски-Микулаш, Чехословакия) — бывший словацкий хоккеист,вратарь. Бронзовый призёр Олимпийских игр 1992 года в составе сборной Чехословакии.

## Карьера
Профессиональную хоккейную карьеру начал в 1986 году.
В течение профессиональной клубной игровой карьеры, которая продолжалась 15 лет, играл за команды «ВСЖ Кошице», «Слован» (Братислава) и чешский «Злин».
В составе сборной Чехословакии стал бронзовым призером Олимпийских игр 1992 в Альбервиле, впоследствии выступал за сборную Словакии на чемпионатах мира и Олимпийских играх 1994 в Лиллехаммере.

## Достижения
- Бронзовый призер Олимпийских игр 1992